# Newsweek

Pagina 27 del 1º marzo 1976 del Newsweek

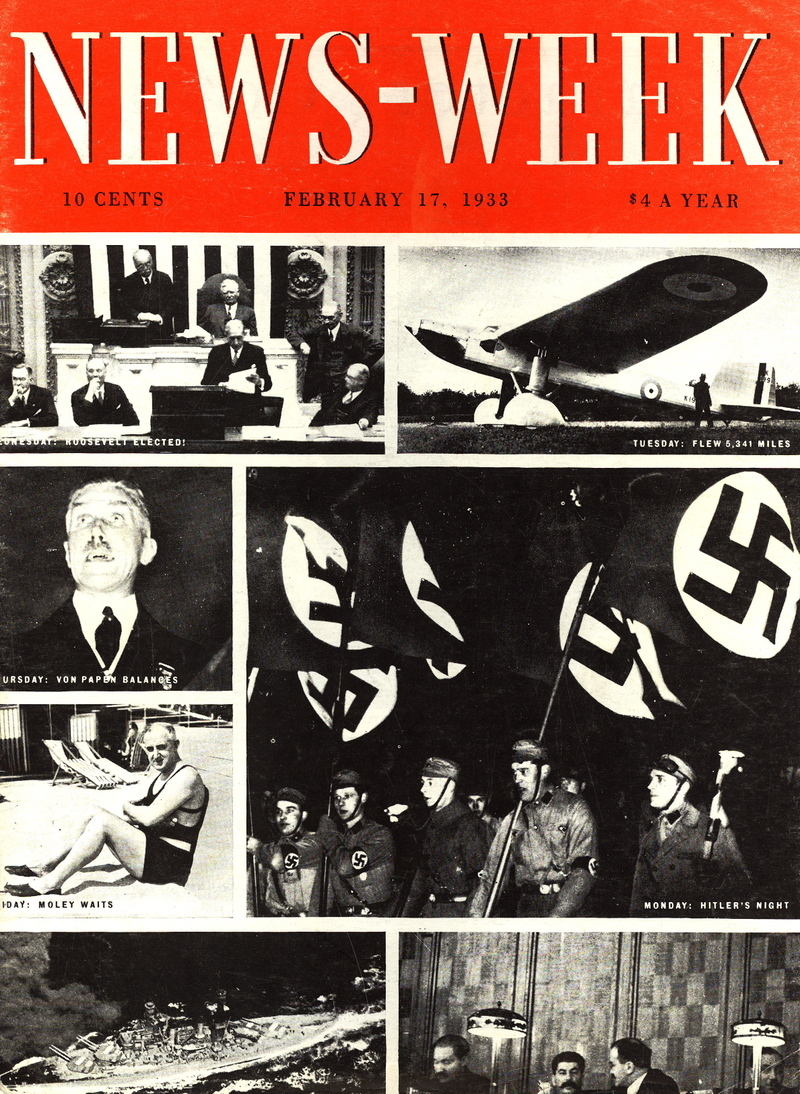
Primo numero della rivista News-Week

Newsweek è una rivista generalista statunitense, fondata nel 1933, pubblicata a New York e diffusa in 3 milioni di copie negli Stati Uniti e 4 milioni nel resto del mondo.
Nel mese di ottobre 2012 la rivista statunitense ha annunciato la cessazione della pubblicazione dell'edizione cartacea, prima di passare completamente al digitale. Il 7 marzo 2014 torna all'edizione cartacea, dopo aver constatato che i suoi lettori erano prevalentemente cartacei.

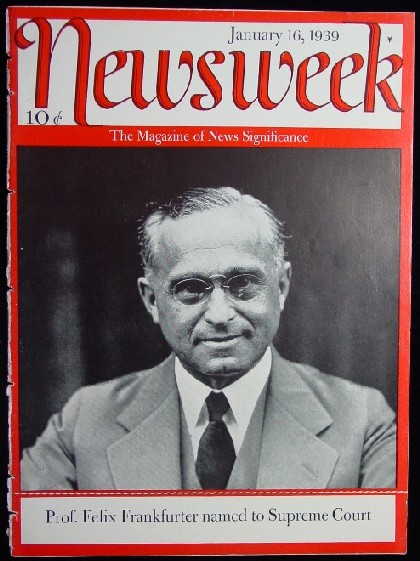
Copertina del numero del 16 gennaio 1939 della rivista Newsweek

## Pubblicazioni
Ogni anno Newsweek pubblica la World's Best Hospitals, classifica dei migliori ospedali in 20 Paesi basata sui pareri di professionisti medici, risultati di sondaggi sui pazienti e indicatori chiave di prestazione medica. I paesi monitorati sono: Stati Uniti, Canada, Germania, Francia, Regno Unito, Italia, Spagna, Svizzera, Paesi Bassi, Svezia, Danimarca, Norvegia, Finlandia, Israele , Corea del Sud, Giappone, Singapore, India, Tailandia, Australia e Brasile.